# 李晚
李晚（1873年—1911年），號晚發，字晚君，雲浮市雲城區思勞鎮路心村人。李晚原是南洋華僑縫紉工人，新加坡中國同盟會會員。1911年參加黃花崗起義，犧牲，時年38歲。是黃花崗七十二烈士之一。

## 生平
1873年出生于廣東雲浮市雲城區思勞鎮路心村，8歲時，在本鄉私塾就讀，12歲輟學，22歲與高要白諸一位區氏女子結婚。婚後未滿一年，李晚便到了香港以縫紉業謀生。旋即轉赴南洋吉隆坡。工餘時間，他自費進英語學習所攻讀英文。
光緒二十五年（1899），李晚同幾名民主革命同志一起回到雲浮家鄉。為開展民主革命活動，在腰古圩租借了一間民房，作為革命同志宣傳民主革命思想的聯絡點。此事被當地官吏探悉，幸得有人報信，李晚等才得以脫險。之後，他再次離別家鄉奔赴南洋。
1906年，孫中山在新加坡建立中國同盟會分會。李晚參加了該同盟會分會，奔走革命。當時，李晚的夫人曾渡海至南洋探望丈夫。
孫中山針對新軍在廣州起義失敗後不少革命黨人感到灰心的實際，1910年10月，約黃興、趙聲等在馬來西亞檳榔嶼召開會議，決定在廣州再次發動更大規模的起義，希望能推翻清政府。為此，同盟會在香港設立統籌部領導起義。 1911年春，李晚作為特別組織的敢死隊骨幹，隨黃興等取道香港秘密潛回廣州，籌劃起義。同年4月22日，黃興在廣州部署起義。正在這關鍵時刻，負責運送槍械的人員洩漏機密，形勢對起義部隊非常不利。清政府派出警兵四出搜捕，起義部隊好幾個機密機關被破壞，一批革命同志被捕。在這危急時刻，革命黨內部意見不一致，有的主張暫時解散隊伍，等待時機，以後再舉行起義。黃興與李晚等仍堅持定於4月24日發難。
27日下午，黃花崗起義爆發，黃興率領100多名敢死隊員，攻入總督衙門，到達後堂，才發現兩廣總督張堅白已經逃走。其餘各路起義隊伍未能按時策應，攻入後堂的起義隊伍縱火焚燒總督衙門，黃興將隊伍分為三路，力圖衝出城門，與預定參加起義的隊伍會合。起義軍剛走出後門，即與大隊敵人正面相遇，展開了激戰，很多革命黨人英勇犧牲。李晚高舉義旗衝鋒在前，在圍攻總督署的戰鬥中，他與清軍展開浴血奮戰。因敵我力量懸殊，起義隊伍陷入重圍。突圍後，李晚又轉戰於雙門底（今北京路北段），繼續與清軍展開巷戰。終因後援不繼，壯烈犧牲，時年38歲。
事後，潘達微與江孔殷冒著生命危險，將李晚等72位烈士七十二烈士屍骨收葬於廣州黃花崗。